# Кикн (сын Аполлона)
Кикн (др.-греч. Κύκνος «лебедь») — персонаж древнегреческой мифологии из Этолии. Сын Аполлона и Фирии (у Овидия сын Гириеи). Жил в полях между Плевроном и Калидоном, был очень красив. Отвергал всех влюбленных в него. Влюблённый Филий выполнил для него по его требованию три задания: убил льва, принес стервятников и притащил быков к алтарю. Однако Кикн бросился в озеро Коноп и стал птицей. По Овидию, он спрыгнул со скалы и превратился в лебедя. Сходный рассказ о юноше, презирающем влюбленного в него, приводит мифограф Конон. Красавца Кикна упоминает Феокрит, но неясно, кто из Кикнов имеется в виду.